# Баббель, Маркус
Ма́ркус Ба́ббель (нем. Markus Babbel; род. 8 сентября 1972, Мюнхен) — немецкий футболист, защитник, впоследствии тренер. Не раз побеждал в Бундеслиге, был чемпионом Европы, завершил карьеру в 2007 году, напоследок завоевав ещё один чемпионский титул.

## Карьера
В течение своей игровой карьеры Баббель выступал, будучи больным синдромом Гийена-Барре — тяжёлым неврологическим заболеванием.
6 декабря 2009 года Баббель был уволен с поста главного тренера «Штутгарта». 17 мая 2010 года было объявлено, что Баббель назначен новым тренером «Герты», которая по итогам сезона 2009/10 вылетела в низший дивизион.
В январе 2012 года «Герта» расторгла контракт с Маркусом. Месяц спустя занял место главного тренера «Хоффенхайма» после увольнения Хольгерa Станиславски.
12 октября 2014 года Баббель возглавил швейцарский «Люцерн».
19 мая 2018 года Баббель был назначен главным тренером клуба чемпионата Австралии «Уэстерн Сидней Уондерерс», подписав трёхлетний контракт. 20 января 2020 года «Уондерерс» уволил Баббеля.

## Достижения
Бавария
- Чемпион Германии: 1997, 1999, 2000
- Обладатель Кубка Германии: 1998, 2000
- Обладатель Кубка немецкой лиги: 1997, 1998, 1999
- Обладатель Кубка УЕФА: 1996
- Финалист Лиги чемпионов: 1999

Ливерпуль
- Обладатель Кубка Англии: 2001
- Обладатель Суперкубка Англии: 2001
- Обладатель Кубка английской футбольной Премьер-лиги: 2001
- Обладатель Кубка УЕФА: 2001
- Обладатель Суперкубка УЕФА: 2001

Штутгарт
- Чемпион Германии: 2007

Сборная Германии
- Чемпион Европы: 1996